# Ariamnes
Ariamnes war im 4. Jahrhundert v. Chr. ein Satrap von Kappadokien unter der Herrschaft des persischen Großreiches der Achämeniden.
Seine Existenz ist obskur, denn er wird in den Überlieferungen nur einmal genannt. In Diodors Stammbaum zur Königsdynastie von Kappadokien wird Ariamnes als Sohn des Datames und Vater des Ariarathes I. und des Holophernes genannt. Er soll 50 Jahre regiert haben.
Zumindest die Filiation von Datames wird in der neueren Forschung als unglaubwürdig angesehen. Gemäß Diodor beanspruchte die kappadokische Königsdynastie eine Abstammung von einem gewissen „König Pharnakes von Kappadokien“ (wohl der Achämenide Pharnakes), der eine Schwester Kyros’ II. geheiratet und zu dessen Nachkommen unter anderem einer der sieben Verschwörer gegen Gaumata namens Anaphas und eben Datames gezählt haben sollen. Da aber allein schon die Datames-Biographie des Cornelius Nepos diesem einen gänzlich anderen familiären Hintergrund zuweist, kann die bei Diodor beschriebene Abstammungslinie von „König Pharnakes“ bis Ariamnes als rein fiktiv betrachtet werden.